# Spirit (álbum de Eluveitie)
Spirit es el primer álbum de estudio del grupo de folk metal suizo Eluveitie. Fue lanzado el 1 de junio de 2006 por el sello discográfico Fear Dark Records y relanzado en 2007 por el sello Twilight Records.

## Grabación y lanzamiento
Las sesiones de grabación de Spirit finalizaron en diciembre de 2005. Mientras que la batería, el bajo y la voz fueron grabados en el Klangschmiede Studio en Mellrichstadt, Alemania, todos los instrumentos acústicos y las voces secundarias se grabaron en el Ballhorn Studio en Kyburg, Zúrich, Suiza. El disco fue remezclado por Markus Stock de nuevo en el Klangschmiede Studio en enero de 2006, y la remasterización se llevó a cabo en febrero en los estudios de Utrecht, Países Bajos, con la ayuda de Martijn van Groenveldt.
El álbum fue lanzado a la venta el 1 de junio de 2006 y también se lanzó como descarga digital en agosto del mismo año. El 26 de agosto de 2006 se lanzó el videoclip de la canción "Of Fire, Wind & Wisdom", el mismo día que su lanzamiento como sencillo. En diciembre de 2006, la banda firmó un contrato discográfico con el sello alemán Twilight Records, el cual relanzó el álbum en 2007.

## Músicos invitados
El cantante Guido Rieger realizó las voces secundarias y gritos en la canción "Spirit", Selina y Adrian Wagner del grupo Kindergesang cantaron en "The Song Of Life" y Toby Roth tocó el acordeón en dicha canción.

## Letras y diseño artístico
Las letras fueron escritas por el cantante Chrigel Glanzmann, con la excepción de "The Endless Knot" y "Of Fire, Wind & Wisdom", escrito por Ivo Henzi y Chrigel Glanzmann. Las notas de violín de "The Endless Knot", fueron escritas por Daire Bracken, y Duignan Eoin escribió las escalas de "Your Gaulish War". 
El diseño artístico del álbum fue realizado por Travis Smith y Chrigel Glanzmann, y la portada de la banda y las fotografías fueron realizadas por Ghislaine Ayer.

## Recepción y crítica
Mark James, crítico de metalnews.de le dio al álbum un puntaje de 7 de 10 puntos y elogió sobre todo la "nitidez" de producción. También hizo hincapié en la autenticidad del álbum:

"Cuando la fantasía y los temas medievales en el metal pueden ser fijado a la música a la perfección, ésta es la banda que puede hacerlo."
- Mark Jacob, metalnews.de

A su vez, Schwermetall.ch asignó 8 de 10 puntos y criticó el dominio del CD:

"Todo lo que viene en voz alta, la dinámica, la batería, todo se logra gracias a la compresión total del tambor"
- Schwermetall.ch

Ronny Bittner, de la revista alemana Rock Hard alabó especialmente "La combinación de la muerte de Suecia y los elementos paganos" y criticó las remezclas:

"Sin embargo, la flauta se mezcla a menudo en la parte delantera, mientras no se pueden escuchar a los dos violinistas por desgracia"
- Ronny Bittner: Rock Hard

## Lista de canciones
Todas las canciones escritas y compuestas por Eluveitie. 
| Spirit |                          |          |  |
| N.º    | Título                   | Duración |  |
| 1.     | «Spirit»                 | 2:32     |  |
| 2.     | «Uis Elveti»             | 4:24     |  |
| 3.     | «Your Gaulish War»       | 5:10     |  |
| 4.     | «Of Fire, Wind & Wisdom» | 3:05     |  |
| 5.     | «Aidû»                   | 3:10     |  |
| 6.     | «The Song of Life»       | 4:01     |  |
| 7.     | «Tegernakô»              | 6:42     |  |
| 8.     | «Siraxta»                | 5:39     |  |
| 9.     | «The Dance of Victory»   | 5:24     |  |
| 10.    | «The Endless Knot»       | 6:58     |  |
| 11.    | «An Dro»                 | 3:41     |  |

## Personal[5]
- Chrigel Glanzmann - vocales, mandolina, silbido, cornamusa, gaita, guitarra acústica, bodhran
- Rafi Kirder - bajo
- Merlin Sutter - batería
- Linda Suter - violín
- Meri Tadic - violín, vocales
- Ivo Henzi - guitarra
- Siméon Koch - guitarra
- Sarah Kiener - zanfona
- Sevan Kirder - cornamusa, flauta